# Назарзода, Анушервон Бузургмехр
Назарзода, Анушервон Бузургмехр (род. 4 февраля 1999) — российский самбист и дзюдоист, призёр чемпионата России по самбо, обладатель Кубка России по самбо, призёр Кубка мира по самбо. Неоднократный победитель и призёр первенств мира по самбо. Мастер спорта России международного класса. Выступает в полусредней весовой категории (до 62 кг). Выпускник «Самбо-70». Его наставниками в разное время были Д. В. Клецков, В. Ш. Такташев, В. В. Астахов.

## Спортивные Результаты

### Самбо
- Первенство России 2014 года[3] — ;
- Первенство Мира 2014 года[4] — ;
- Первенство России 2017 года[5] — ;
- Первенство Мира 2017 года[6] — ;
- Первенство России 2018 года — ;
- Первенство Мира 2018 года — ;
- Чемпионат России по самбо 2019 года[7] — ;
- Кубок мира 2020 года — мемориал Харлампиева — ;
- Первенство Европы 2013 года[8] — ;
- Кубок России по самбо 2019 года — ;
- Спартакиада учащихся 2015 года — ;
- Спартакиада молодёжи 2018 года[9] — ;
- Первенство России 2014 года — ;
- Первенство России 2015 года — ;

### Дзюдо
- Первенство России 2014 года — ;